# آنیه (کمون)
آنیه (به فرانسوی: Anhiers) یک کمون در فرانسه است که در canton of Douai-Nord واقع شده‌است. آنیه ۱٫۷۱ کیلومتر مربع مساحت دارد ۲۳ متر بالاتر از سطح دریا واقع شده‌است.